# International Mr. Leather

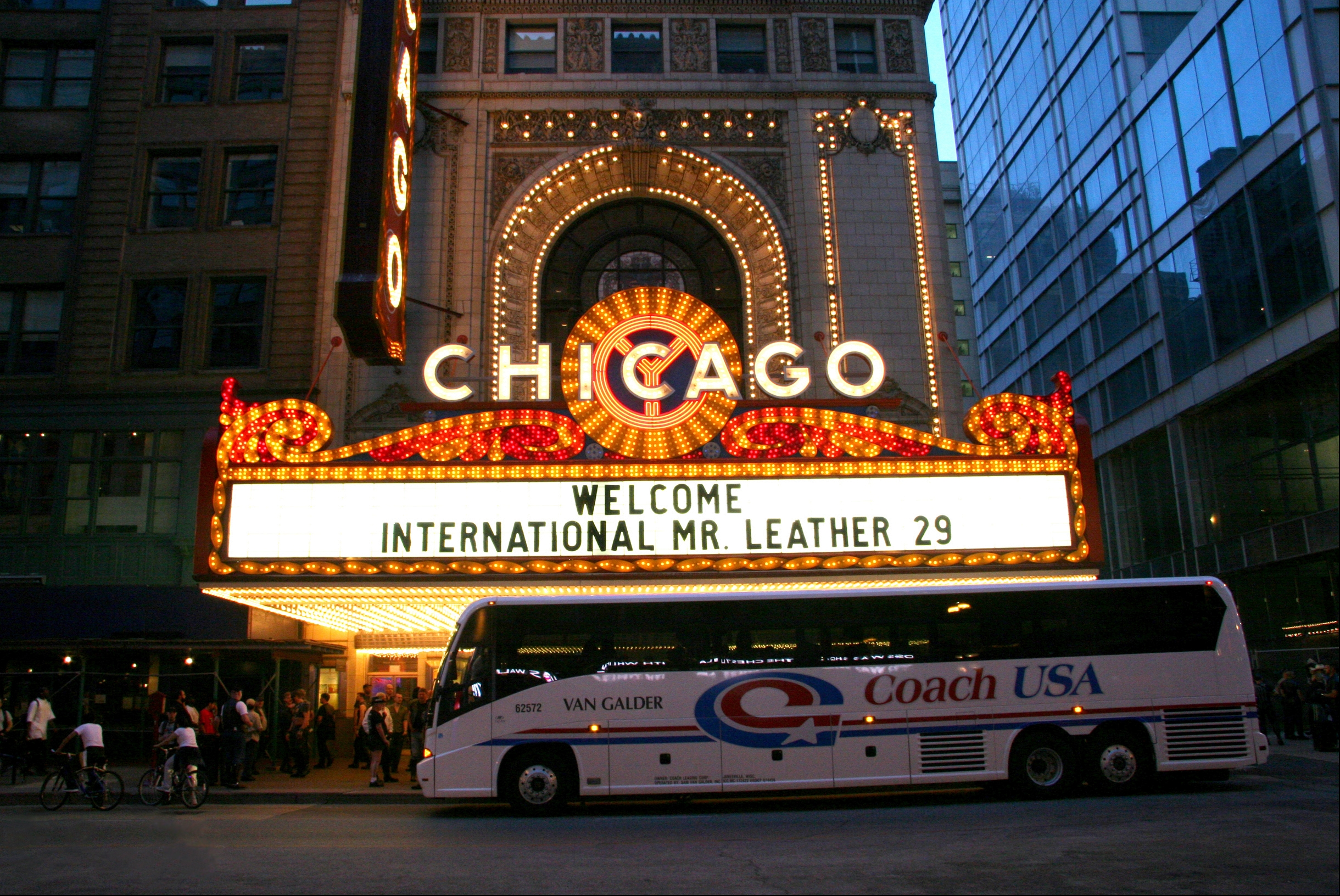
International Mr. Leather Nr. 29, 2007 im Chicago Theatre

Die Wahl zum International Mr. Leather (IML) ist ein seit 1979 jährlich in Chicago ausgetragene und mit einem regelmäßigen Wettbewerb verbundene internationale Großveranstaltung der Lederszene, die traditionell am Wochenende des Memorial Day stattfindet.

## Geschichte
Die internationale Veranstaltung ist aus der Wahl zum „Mr. Gold Coast“ entstanden, die ab 1972 ursprünglich in der von Chuck Renslow geführten schwulen Lederbar Gold Coast in Chicago durchgeführt wurde. Mit dem Wechsel in einen mehr Besucher fassenden Veranstaltungsort im Jahr 1979 wurde gleichzeitig der Name des Wettbewerbs in International Mr. Leather (IML) geändert.
Über 50 Kandidaten der Lederszene aus Europa, den Vereinigten Staaten, Australien oder Kanada nehmen jedes Jahr an der Wahl teil. Seit 1998 sind regelmäßig auch deutsche Teilnehmer dabei. So zum Beispiel der, im Rahmen eines Fetischtreffens in Berlin gekürte, German Mr. Leather sowie seit 2001 der vom Münchner Löwen Club gewählte Bavarian Mr. Leather. Die Wahlen zum Mr. Leather Europe finden üblicherweise bei der Jahresversammlung der European Confederation of Motor-Cycle Clubs statt, an der die Dachorganisation der deutschsprachigen Leder- und Fetisch-Clubs, die Leder- und Fetisch-Community (LFC) mit 14 Lederclubs aus Deutschland, der Schweiz und Österreich teilnimmt.
Seit 1993 wird im Rahmen von IML auch der International Mr. Bootblack (IMrBB) gekürt.

## Dokumentationen
- Kink Crusaders. Dokumentation von Michael Skiff, 2011.[8]
- Menmaniacs – The Legacy of Leather. Regie Jochen Hick, 1995, 86 Min.